# Józef Kuryłowicz
Józef Stanisław Kuryłowicz, ps. „Juhas” (ur. 16 kwietnia 1894 w Radymnie, zm. 18 lipca 1939 we Lwowie) – major piechoty Wojska Polskiego, działacz niepodległościowy, kawaler Orderu Virtuti Militari.

## Życiorys
Urodził się 16 kwietnia 1894 w Radymnie, w ówczesnym powiecie jarosławskim Królestwa Galicji i Lodomerii, w rodzinie Franciszka i Bronisławy z Galasińskich. Po ukończeniu czterech klas szkoły powszechnej w rodzinnym mieście, rozpoczął naukę w c. k. II Gimnazjum w Rzeszowie. Od 7 maja 1914 kontynuował naukę w tym gimnazjum jako uczeń klasy VIIb tzw. „prywatysta” (uczniami tej klasy byli m.in. Czesław Bomba, Franciszek Demel i Kazimierz Iranek-Osmecki, a klasy VIIa m.in. Leopold Lis-Kula). W 1912 został członkiem Związku Strzeleckiego.
Wyróżnił się 5 lipca 1916 w bitwie pod Kostiuchnówką.
Po kryzysie przysięgowym (lipiec 1917) został wcielony do armii austro-węgierskiej.
12 listopada 1918 pod Lwowem został ranny.
3 maja 1922 został zweryfikowany w stopniu kapitana ze starszeństwem z 1 czerwca 1919 i 247. lokatą w korpusie oficerów piechoty. W tym samym roku został przeniesiony do 71 Pułku Piechoty w Ostrowi Łomżyńskiej na stanowisko pełniącego obowiązki komendanta kadry batalionu zapasowego. W 1924 został przesunięty na stanowisko dowódcy I batalionu. 1 grudnia 1924 został mianowany majorem ze starszeństwem z 15 sierpnia 1924 i 66. lokatą w korpusie oficerów piechoty. W maju 1925 dowodził II batalionem. Później został przeniesiony do 1 Pułku Piechoty Legionów w Wilnie na stanowisko dowódcy I batalionu. W marcu 1930 został przeniesiony do 84 Pułku Piechoty w Pińsku na stanowisko kwatermistrza. W kwietniu 1934 został przeniesiony do Powiatowej Komendy Uzupełnień Lwów Powiat na stanowisko komendanta. 1 września 1938 dowodzona przez niego jednostka została przemianowana na Komendę Rejonu Uzupełnień Lwów Powiat, a zajmowane przez niego stanowisko otrzymało nazwę „komendant rejonu uzupełnień”.
Zmarł 18 lipca 1939 we Lwowie. Trzy dni później został pochowany na Cmentarzu Obrońców Lwowa.
Był żonaty, adoptował Antoniego Bieniaka (ur. 22 marca 1932).

## Ordery i odznaczenia
- Krzyż Srebrny Orderu Wojskowego Virtuti Militari nr 7100[22] – 17 maja 1922[23]
- Krzyż Niepodległości – 22 grudnia 1931 „za pracę w dziele odzyskania niepodległości”[24][25]
- Krzyż Walecznych czterokrotnie[26][27]
- Złoty Krzyż Zasługi – 24 maja 1929 „za zasługi na polu wyszkolenia wojska”[28][27]
- Medal Pamiątkowy za Wojnę 1918–1921[26]
- Medal Dziesięciolecia Odzyskanej Niepodległości[26]
- Odznaka za Rany i Kontuzje
- łotewski Medal Pamiątkowy 1918-1928 – 6 sierpnia 1929[29]
- Medal Zasługi Wojennej II klasy na wstążce Krzyża Żelaznego (niem. Krieger-Verdienstmedaille) (grudzień 1915)[30]